# Edgardo Novick
Héctor Edgardo Novick Varela (Montevideo, 22 de noviembre de 1956) es un empresario y político uruguayo.

## Biografía
Nació en Montevideo, hijo de Rita Varela y Héctor Novick, feriante. Realizó sus estudios en la escuela pública Franklin Delano Roosevelt. Trabajó desde los 14 años como feriante.
Dedicado al negocio de la ropa y calzado deportivo, propietario de varias tiendas como: La Cancha con 5 locales, el restaurante La Mostaza, After Hotel y del Nuevocentro Shopping. Es socio y amigo de Carlos Lecueder y Juan Salgado.
Desde enero de 2015 es candidato del Partido de la Concertación, para la Intendencia de Montevideo (IM). El 10 de mayo de 2015 en las elecciones municipales en Montevideo Novick fue el segundo candidato más votado.
El 7 de noviembre de 2016 creó el Partido de la Gente. De los precandidatos a la Presidencia de la República por el Partido de la Gente para las elecciones internas de 2019, Novick quedó en primer lugar con 98.5% de votos. Su intención de voto de cara a octubre rondaba el 2% de los votos.
En septiembre, TV Ciudad emite el ciclo de entrevistas De Cerca, dirigido por Facundo Ponce de León, con un programa dedicado a Novick.

## Familia
Contrajo matrimonio en 1980 con la contadora y profesora Solveig Rettich Gutiérrez, con quien tiene cuatro hijos: el economista Bernardo Novick (yerno de Agó Páez Vilaró), la actriz Lucía Victoria y los jugadores de fútbol Marcel (del Club Atlético Peñarol), y Hernán Novick (del Club Universitario de Deportes de Perú).